# راهب

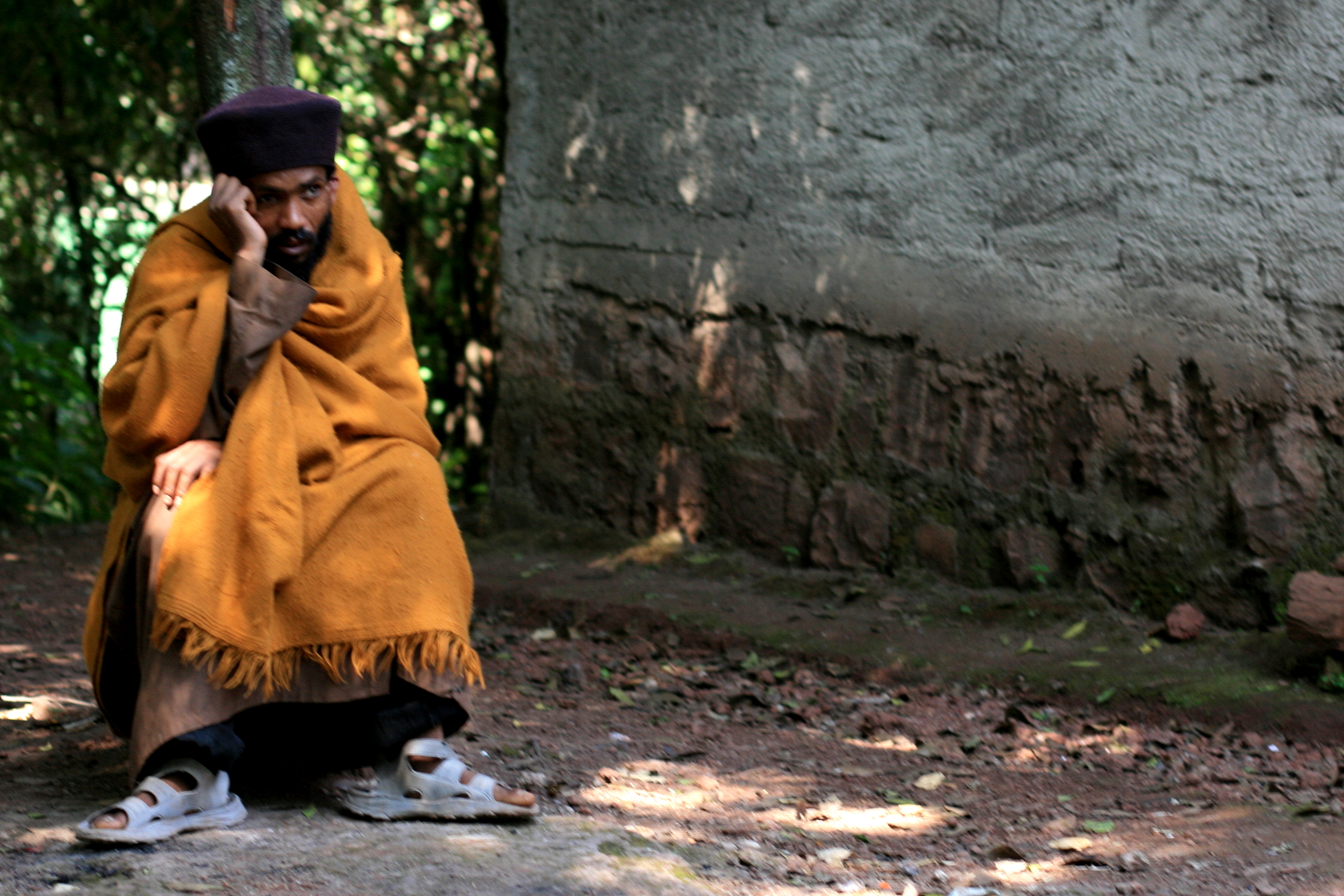
راهب من كنيسة التوحيد في دير على ضفة بحيرة تانا.

الرَّاهِب (الجمع: رُهْبَان) من اعتزل الناس للتعبد. و"راهب" مشتق من الرهبة أو الجزع، والرهبة والجزع عبر عنها أشعياء عندما وصل إلى لحظات الإشراق فقال: "ويل لي إني هلكت لأني إنسان نجس الشفتين وأنا مقيم بين شعب نجس الشفتين، لأن عيني قد رأتا الملك رب الجنود (أشعياء 6: 5). وفي اللغة القبطية يقول الأنبا غريغوريوس: "أن التعبير القبطي يستخدم للدلالة على كلمة راهب هو موناخوس ومنها أشتقت الكلمة اللاتينية Monachus والإنجليزية Monk والفرنسية moine وغيرها من اللغات الأخرى".
وكل الكلمات في اللغات السابقة معناها «المتوحد» وذلك لأن المتوحد هو إنسان اعتزل الناس ليحيا بمفرده من غير زوجة وأولاد بعيدًا عن المجتمع والإنعزال عن المجتمع البشري.